# Ned Vizzini

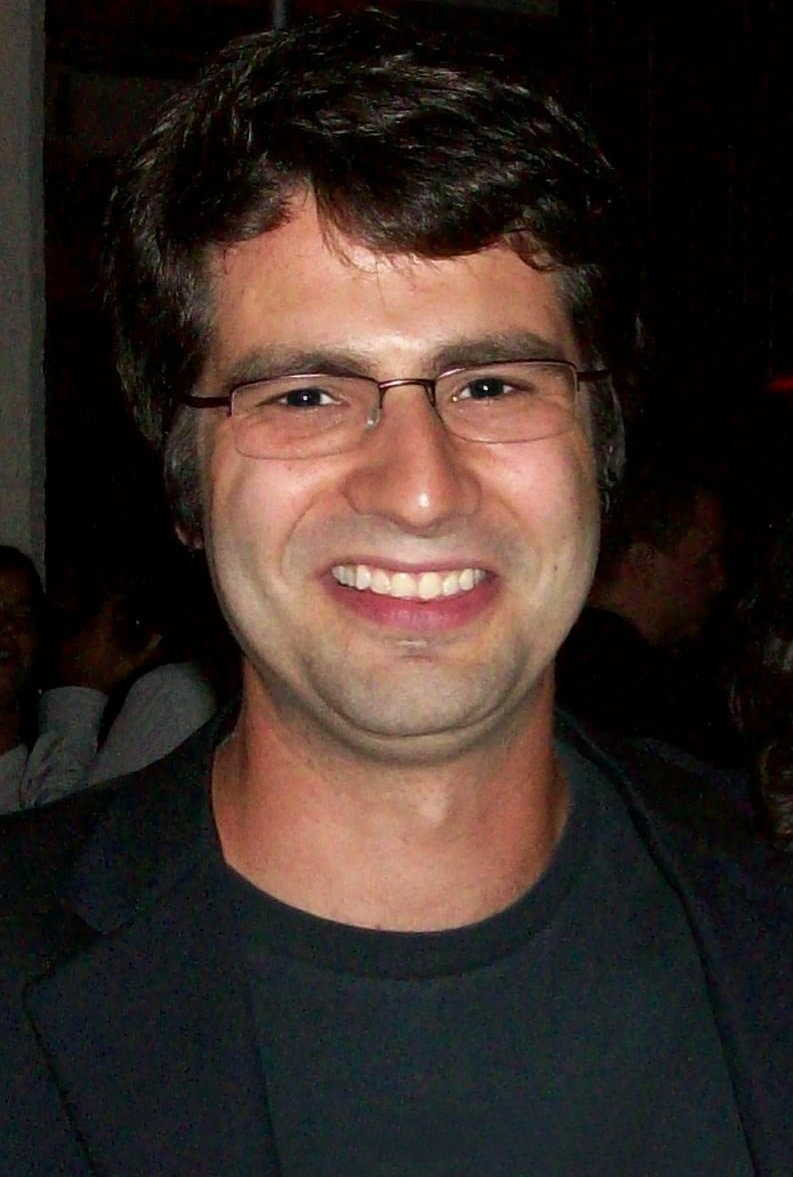
Ned Vizzini am TIFF 2010

Edison Price „Ned“ Vizzini (* 4. April 1981 in New York City, New York; † 19. Dezember 2013 ebenda) war ein US-amerikanischer Schriftsteller.

## Leben
Vizzini wuchs zunächst in Manhattan auf, bevor seine Familie mit ihm nach Brooklyn zog. Er besuchte die renommierte Stuyvesant High School.
Mit 15 Jahren schrieb Ned Vizzini erste Geschichten und war Kolumnist in der New York Press. Aus dieser Arbeit entstand das Buch Teen Angst? Naaah …, das er 2000 veröffentlichte. 2003 schloss er sein Informatik-Studium am Hunter College ab.
Anschließend lebte Vizzini in Brooklyn, wo er als freier Autor arbeitete und an einer High School unterrichtete.
Die Tage vom 29. November bis 3. Dezember 2004 verbrachte Ned Vizzini wegen starker Depressionen in der Erwachsenen-Psychiatrie des Methodist Hospital, Park Slope, Brooklyn. Er verarbeitete diese Erfahrung unmittelbar danach in seinem Roman It’s Kind of a Funny Story (dt. Eine echt verrückte Story), den er nach eigenen Angaben vom 10. Dezember bis zum 6. Januar 2005 verfasste. Die Verfilmung mit Keir Gilchrist, Lauren Graham und Zach Galifianakis erschien 2010 auch im deutschen Sprachraum unter dem Originaltitel It’s Kind of a Funny Story.
2005 begründete er den Barnes & Noble Teen Writers Workshop, den er bis 2012 leitete.
Gemeinsam mit Chris Columbus arbeitete er an einer dreiteiligen Buchreihe, deren erster Teil House of Secrets 2013 erschien.
Ned Vizzini starb im Dezember 2013 im Alter von 32 Jahren durch Suizid. Er hinterließ seine Frau und ihren gemeinsamen Sohn.

## Werke
- Teen Angst? Naaah …, Delacorte Press, New York 2000, ISBN 978-0-385-73945-0
- Be More Chill, Hyperion Books, New York 2004, ISBN 0-7868-0996-5
  - dt. Cool – Und was ist mit Liebe?, C. Bertelsmann Jugendbuchverlag, München 2004, ISBN 3-570-12795-8
- It’s Kind of a Funny Story, Hyperion Books, New York 2006, ISBN 0-7868-5197-X
  - dt. Eine echt verrückte Story, Heyne Verlag, München 2013, ISBN 978-3-453-53438-4
- The Other Normals, Balzer + Bray, New York 2012, ISBN 9780062079909[3]
- House of Secrets, Balzer & Bray, New York 2013, ISBN 978-0-06-219246-2
  - dt. House of Secrets – Der Fluch des Denver Kristoff, Arena Verlag, Würzburg 2013, ISBN 978-3-401-06851-0

## Auszeichnungen
- Goldener Lufti in der 14. Preisrunde (11. Februar 2008)
- jugendLITERAturpreis 2008